# Merveilles imaginaires
Pour plus de détails, voir Fiche technique et Distribution.
Un rêve plus loin ou Merveilles imaginaires au Québec (Come Away) est un film américain réalisé par Brenda Chapman et sorti en 2020.

## Fiche technique
Sauf indication contraire, les informations mentionnées dans cette section peuvent être confirmées par les bases de données cinématographiques IMDb et Allociné,  présentes dans la section « Liens externes ».
- Titre original : Come Away
- Titre français : Merveilles imaginaires
- Réalisation : Brenda Chapman
- Scénario : Marissa Kate Goodhill
- Musique : John Debney
- Production : David Oyelowo, Leesa Kahn, Andrea Keir, Steve Richards, James Spring
- Production déléguée : Steve Barnett, Simon Fawcett, Johnny Chang, Jane Hooks, David Haring
- Sociétés de production : Endurance Media, Hammerstone Studios, Fred Films
- Pays d'origine :  États-Unis
- Langue : anglais
- Genre : drame, fantastique, aventure
- Durée : 94 minutes
- Dates de sortie :
  -  Mondial : 16 février 2021 (Prime Video)

## Distribution
Sauf indication contraire, les informations mentionnées dans cette section peuvent être confirmées par les bases de données cinématographiques IMDb et Allociné,  présentes dans la section « Liens externes ».
- Angelina Jolie (VF : Françoise Cadol ; VQ : Hélène Mondoux) : Rose Littleton
- David Oyelowo (VF : Jean-Baptiste Anoumon ; VQ : Fayolle Jean Jr.) : Jack Littleton
- Gugu Mbatha-Raw (VF : Fily Keita ; VQ : Sofia Blondin) : Alice Darling
- Carter Thomas : Michael Darling
- Ava Fillery (VF : Charlotte Hennequin) : Wendy Darling
- Jonathan Garcia : John Darling
- Clarke Peters (VF : Thierry Desroses) : Hatter
- Michael Caine (VF : Frédéric Cerdal) : Charlie
- Keira Chansa (VF : Lila Lacombe ; VQ : Emma Bao Linh Tourné) : Alice Littleton
- Jordan A. Nash (VQ : Raphaël Bleau) : Peter Littleton
- Derek Jacobi : Mr Brown
- Anna Chancelor (VF : Déborah Perret ; VQ : Élise Bertrand) : Eleanor
  - Voix additionnelles : Déborah Perret

 Source et légende : version française (VF) sur RS Doublage